# Genio y figura (programa de televisión)
Genio y figura fue un programa de humor emitido en España por Antena 3 entre los años 1994 y 1995. Desde enero de 1995 pasó a llamarse Ingenio y locura y desde julio Un millón de gracias.

## Formato
Concurso en el que los participantes realizaban pruebas cómicas. El espacio contaba con humoristas fijos, que amenizaban el programa contando chistes. Entre ellos, se dieron a conocer Paz Padilla y Chiquito de la Calzada, que a partir de sus apariciones en este programa creó escuela y popularizó muchas de sus expresiones.

## Presentadores
Inicialmente, fue presentado por el mago Pepe Carroll, posteriormente sustituido por Bertín Osborne, y siendo Las Virtudes las conductoras de la última etapa del concurso.

## Humoristas
- Juan Bosco
- Chiquito de la Calzada
- El Gran Fali
- Manolo Mármol
- Paz Padilla
- Pilar Sánchez
- Felipe Segundo
- Juan Trujillo
- Juan José Burgos
- Juanma Maturana